# Hamza Kashgari
Hamza Kashgari Mohamad Najeeb (meestal: Hamza Kashgari, Arabisch: حمزة كاشغري; geboren in 1989) is een Saoedi-Arabische dichter en voormalig columnist voor de Saoedische krant al-Bilad. 
Kashgari ondersteunde publiekelijk de revoluties in de Arabische wereld en nam volgens de Maleisische ngo Lawyers for Liberty  actief deel aan een groep ter ondersteuning van de Arabische Lente. Kashgari publiceerde een kritisch schrijven in al-Bilad over de reactie van de autoriteiten op een protestbijeenkomst op 29 januari 2011 in Djedda tegen de slechte infrastructuur, waarbij elf mensen om het leven kwamen.
In een fictief gesprek met Mohammed twitterde Kashgari ter gelegenheid van Mawlid an-Nabi op 4 februari 2012:
- Op je verjaardag zal ik niet voor je buigen. Ik zal je de hand niet kussen. In plaats daarvan zal ik je hand schudden als gelijke en glimlachen zoals jij naar mij zal glimlachen.
- Op je verjaardag zie ik je, waar ik ook heen kijk. Bepaalde dingen aan je had ik lief, andere heb ik gehaat en vele nooit begrepen.
- Op je verjaardag zal ik zeggen, dat ik de rebel in je liefhad, die me steeds inspireerde. Maar die schijn van heiligheid staat mij niet aan. Ik aanbid je niet.
- Geen enkele vrouw in Saoedi-Arabië zal naar de hel gaan, omdat men niet twee keer naar de hel kan worden gestuurd.[1]

Hiermee riep Kashgari zich de woede van duizenden moslims op de hals. Een geschrokken Kashgari verwijderde daarop vergeefs zijn tweets. Zijn excuses en verzoek om vergeving werden genegeerd. Koning Abdoellah eiste persoonlijk zijn arrestatie, en hem werd een publicatieverbod opgelegd. Nadat zijn adres via YouTube bekend werd gemaakt, zochten woedende tegenstanders naar Kashgari in zijn omgeving. Geestelijken, zoals de invloedrijke Nasser al-Omar, eisten de doodstraf. De Saoedische minister van Informatie liet weten dat Kashgari nergens meer in het land zou kunnen werken. Twitter werd bedolven onder de razende reacties en binnen korte tijd werden meer dan 25.000 mensen lid van een Facebook-groep die de bestraffing van Kashgari eiste. De meeste gebruikers op Facebook lieten zich niet onbetuigd over de vraag hoe Kashgari gestraft zou moeten worden: ze eisten de dood van de destijds 23-jarige journalist omdat hij zich had beschuldigd aan blasfemie. 
Toen Kashgari de ernst van de zaak inzag ontvluchtte hij het land om in Nieuw-Zeeland asiel aan te vragen. Onderweg werd hij echter door de autoriteiten van Maleisië tegengehouden en aan Saoedi-Arabië uitgeleverd.
De rol van Interpol bij de arrestatie riep vragen op. Interpol dient het mensenrecht op vrije meningsuiting te respecteren en zou zich moeten onthouden van betrokkenheid bij politieke of religieuze kwesties, zo was het verwijt. Interpol daarentegen ontkende elke betrokkenheid. De autoriteiten van Maleisië spraken niet over een uitlevering, maar noemden het een uitwijzing. De Maleise minister van Binnenlandse Zaken verwoordde dat als volgt: "Maleisië is geen toevluchtsoord voor terroristen en personen, waartegen in eigen land een onderzoek loopt". Verwijten van mensenrechtenorganisaties als Human Rights Watch werden als belachelijk bestempeld, immers: "Saoedi-Arabië is een internationaal gerespecteerd land". Human Rights Watch had eerder Maleisië gevraagd niet tot uitlevering over te gaan, omdat de veroordeling in Saoedi-Arabië reeds een voldongen feit was. Volgens de Maleise autoriteiten werd Kashgari bij aankomst in Kuala Lumpur in hechtenis genomen. Lawyers for Liberty vond echter bewijzen dat Kashgari Kuala Lumpur reeds had bezocht en dat men hem pas in de vertrekhal arresteerde, toen hij het vliegtuig naar Auckland wilde nemen.
In Nederland leidde de uitlevering tot kamervragen van de PvdA en de PVV. Eveneens werd voorgesteld om Kashgari asiel aan te bieden in Nederland. Er werd toegezegd dat de Nederlandse mensenrechtenambassadeur de zaak aan de orde zou stellen in Saoedi-Arabië.
Volgens Arab News werd Kashgari door Saoedische Justitie van blasfemie beschuldigd. Human Rights Watch geloofde dat hij door de Saoedische autoriteiten reeds schuldig was verklaard voor geloofsafval en dat hem apostasie ten laste zal worden gelegd. Amnesty International en Facebook-groepen probeerden een veroordeling van Kashgari met wereldwijde protesten en petities te verhinderen. Men vreesde dat Hamsa Kashgari zou worden veroordeeld tot de doodstraf.
Uiteindelijk is Kashgari op 29 oktober 2013 vrijgelaten. Hij had bijna twee jaar lang zonder aanklacht of veroordeling in de gevangenis gezeten.